# An Yong-Hak
An Yong-Hak (n. 25 octombrie 1978) este un fotbalist nord-coreean.

## Statistici
| Coreea de Nord | Coreea de Nord | Coreea de Nord |
| An             | Meciuri        | Goluri         |
| -------------- | -------------- | -------------- |
| 2002           | 1              | 0              |
| 2003           | 0              | 0              |
| 2004           | 2              | 2              |
| 2005           | 3              | 0              |
| 2006           | 0              | 0              |
| 2007           | 0              | 0              |
| 2008           | 12             | 0              |
| 2009           | 4              | 0              |
| 2010           | 5              | 0              |
| 2011           | 8              | 0              |
| 2012           | 5              | 1              |
| Tổng cộng      | 40             | 3              |